# Dialoogregisseur
Een dialoog- of stemregisseur is iemand die de supervisie voert over het gehele proces waarbij een of meer stemacteurs hun stemgeluid toevoegen aan bijvoorbeeld videomateriaal of computerspellen. Een dialoogregisseur die de regie heeft over het in een nieuwe taal inspreken van een bestaande film of televisieserie wordt ook wel nasynchronisatieregisseur genoemd.
De meeste dialoogregisseurs zijn zelf ook stemacteur, of zijn dat geweest.
Enkele voorbeelden van dialoogregisseurs:
- Hein van Beem
- Harrie Geelen
- Arnold Gelderman
- Marloes van den Heuvel
- Hetty Heyting
- Maria Lindes
- Hilde de Mildt
- Jan Nonhof
- Edward Reekers
- Beatrijs Sluijter
- Laura Vlasblom